# Edwin Zbonek
Edwin Zbonek (né le 28 mars 1928 à Linz, mort le 29 mai 2006 à Sankt Pölten) est un réalisateur et metteur en scène autrichien.

## Biographie
Zbonek commence à mettre en scène d'abord des pièces radiophoniques avant d'être au théâtre. À partir de 1960, il travaille au Theater in der Josefstadt, où il met en scène pendant seize ans, entre autres, Eugène Ionesco, Samuel Beckett, Franz Xaver Kroetz, Johann Nestroy et Ödön von Horváth. Zbonek est en 1971 la tête de la Viennale, membre du jury du Festival de Cannes 1985 et de 1974 à 1988 directeur artistique du Theater der Jugend à Vienne.
Edwin Zbonek est le père de l'acteur et musicien Marcus Zbonek alias Herr Tischbein.

## Filmographie
Cinéma
- 1960 : Et l'amour pend au gibet (de)
- 1962 : Deutschland – deine Sternchen (de)
- 1963 : Je le veux vivant (de)
- 1963 : Le Bourreau de Londres
- 1964 : Das Ungeheuer von London-City
- 1965 : 3. November 1918
- 1965 : Lumpazivagabundus (de)
- 1982 : Gehversuche

Télévision
- 1966 : Schöne Seelen
- 1966 : Die Sylvesternacht - Überspannte Person
- 1967 : Der Befehl
- 1967 : Nach der Entlassung
- 1968–1969 : Der alte Richter (série)
- 1971 : Auf der grünen Wiese
- 1971 : Procryl für Rosenbach
- 1977 : Abendlicht